# Mahamadou Traoré
Mahamadou Traoré, né le 19 août 1949 à Bamako, est un footballeur malien.

## Biographie
Il est quart de finaliste de la Coupe de France en 1971 avec l'AAJ Blois, en étant battu par l'Olympique de Marseille.
Mahamadou Traoré dispute un total de 140 matchs en Division 2 avec l'AAJ Blois, inscrivant un but.